# 生命賛歌
「生命賛歌」（せいめいさんか）は、エレファントカシマシの31枚目のシングル。2003年6月27日に東芝EMI/FAITHFUL.から発売された。

## 内容
「俺の道」「ハロー人生!!」と共にシングル3枚同時発売。3枚ともカップリング共通で「ろくでなし」。全てコピーコントロールCDを使用。
上記3曲で唯一ミュージック・ビデオが制作されたが、ジャケットのニホンオオカミをバックに終始、歌詞が殴り書きされているだけである。
制作経緯は、宮本が埼玉古墳群を訪れた際に、その風格やスケールに圧倒され、感動したために作られた楽曲であると言われている。

## 収録曲
全編曲：エレファントカシマシ
1. 生命賛歌（4：50）
  - 作詞・作曲：宮本浩次
2. ろくでなし（4：35）
  - 作詞・作曲：ガンダーラコンビネーション（石森敏行・宮本浩次）